# Здзехув-Новий
Здзехув-Новий (пол. Zdziechów Nowy) — село в Польщі, у гміні Лютомерськ Паб'яницького повіту Лодзинського воєводства.
У 1975-1998 роках село належало до Серадзького воєводства.